# Сант'Агата ди Милитело
Сант'А̀гата ди Милитѐло (на италиански: Sant'Agata di Militello, на сицилиански Sant'Àita di Militieddu, Сант'Айта ди Милитиеду) е пристанищен град и община в Южна Италия, провинция Месина, автономен регион и остров Сицилия. Разположен е на брега на Тиренско море. Населението на общината е 12 724 души (към 2012 г.).